# Station Barwałd Średni
Station Barwałd Średni is een spoorwegstation in de Poolse plaats Barwałd Średni.